# Saint-Bonnet-les-Oules
Saint-Bonnet-les-Oules é uma comuna francesa na região administrativa de Auvérnia-Ródano-Alpes, no departamento de Loire. Estende-se por uma área de 12,41 km². Em 2010 a comuna tinha 1 693 habitantes (densidade: 136,4 hab./km²).